# Titanophoneus potens
A Titanophoneus potens az emlősszerűek (Synapsida) osztályának Therapsida rendjébe, ezen belül az Anteosauridae családjába tartozó faj. Nemének eddig egyetlen felfedezett faja.

## Tudnivalók

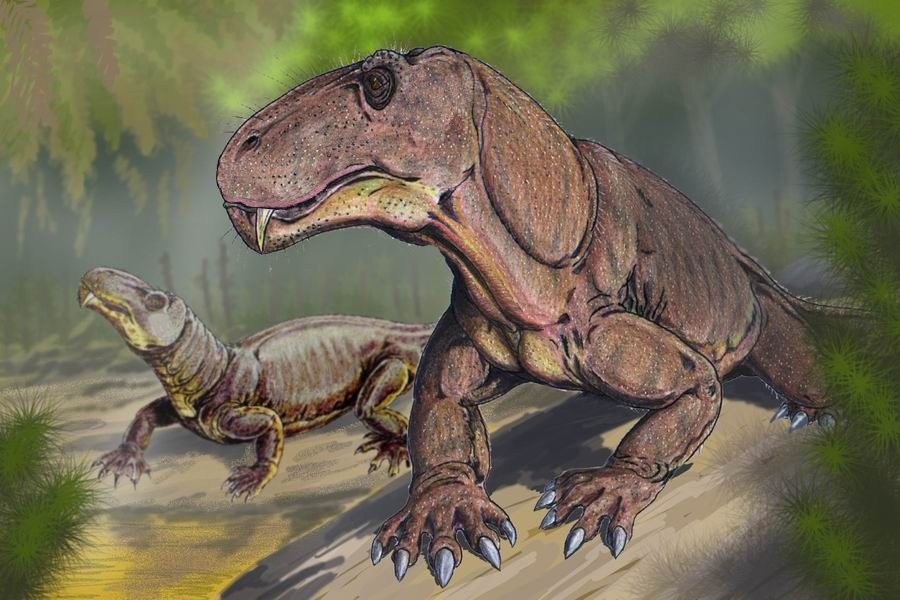
Két Titanophoneus potens rekonstrukciója

A Titanophoneus potens egy ragadozó Therapsida volt, amely rokonságban állt, a szintén Dinocephalia alrendhez tartozó Estemmenosuchidae-fajokkal, de a Titanophoneus 5 millió évvel később élt, mint az Estemmenosuchus uralensis és az Estemmenosuchus mirabilis. Az állatok a középső permben éltek. A Titanophoneust az oroszországi Isheevo mellett találták meg.
Egy felnőtt állat koponyahossza elérte a 80 centimétert. Pofája hosszú és nehéz volt. A hosszú farok és a rövid lábak arra utalnak, hogy ősibb therapsida volt, mint az Inostrancevia. A végtagok felépítése és a csontszövetek sűrűsége azt mutatja, hogy az állatnak az elülső része magasabban állt, mint a hátsó része. A halántékcsontja fejlettebb, mint az Estemmenosuchidae-fajok halántékcsontja, de fejletlenebb, mint az Inostranceviáé. A teljes testhossza 285 centiméter lehetett.
A fogai nagyok. A felső állkapocs fogazata 12 nagy metszőfogból, 2 szemfogból és különböző méretű oldalfogakból állt. Az alsó állkapocs fogazata épp olyan, mint a felső, de a két szemfog hiányzik. A Titanophoneus potens testfelépítése hasonlít a Sphenacodontia-fajok testfelépítéséhez; ide tartozik a Dimetrodon is.